# Fabriciola parvus
Fabriciola parvus är en ringmaskart som beskrevs av Rouse 1993. Fabriciola parvus ingår i släktet Fabriciola och familjen Sabellidae. Inga underarter finns listade i Catalogue of Life.